# Gerli Padar

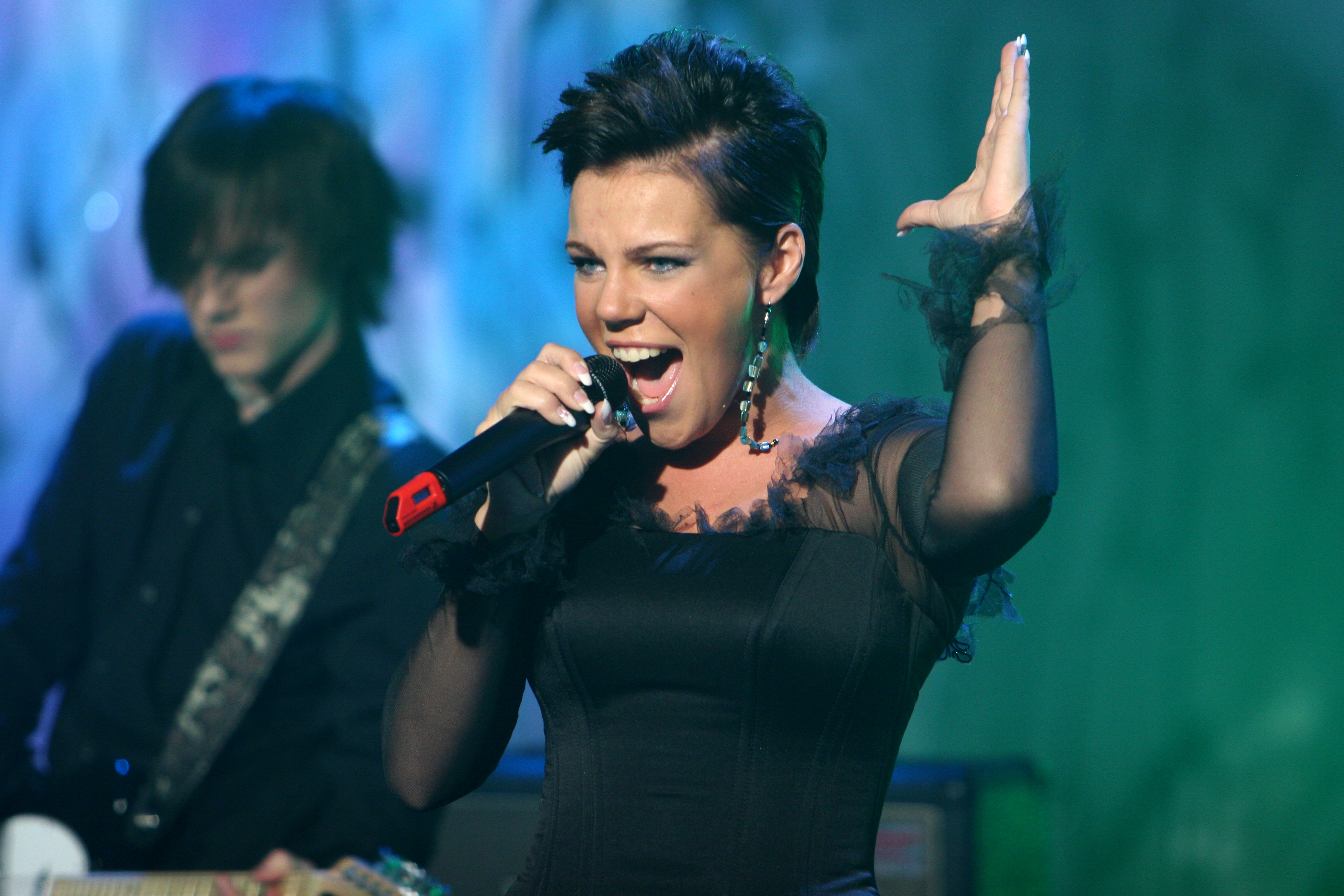
Gerli Padar 2007

Gerli Padar (Haljala, 6 november 1979) is een Estisch zangeres. Ze won Eurolaul en mocht zo Estland vertegenwoordigen op het Eurovisiesongfestival 2007, met het lied "Partners In Crime". Ze eindigde 22ste met 33 punten. Ze is de zus van Tanel Padar, die in 2001 nog het Eurovisiesongfestival won voor Estland.
1994: Silvi Vrait · 
1996: Ivo Linna & Maarja-Liis Ilus · 
1997: Maarja-Liis Ilus · 
1998: Koit Toome · 
1999: Evelin Samuel & Camille · 
2000: Ines · 
2001: Tanel Padar, Dave Benton & 2XL · 
2002: Sahlene · 
2003: Ruffus · 
2004: Neiokõsõ · 
2005: Suntribe · 
2006: Sandra Oxenryd · 
2007: Gerli Padar · 
2008: Kreisiraadio · 
2009: Urban Symphony · 
2010: Malcolm Lincoln · 
2011: Getter Jaani · 
2012: Ott Lepland · 
2013: Birgit Õigemeel · 
2014: Tanja · 
2015: Elina Born & Stig Rästa · 
2016: Jüri Pootsmann · 
2017: Koit Toome & Laura · 
2018: Elina Netsjajeva · 
2019: Victor Crone · 
2021: Uku Suviste · 
2022: Stefan · 
2023: Alika · 
2024: 5miinust & Puuluup · 
2025: Tommy Cash
- MusicBrainz: 19467446-edcc-4632-b759-4ea58813533b
- Virtual International Authority File: 8121154260755724480008